# 31938 Nattapong
31938 Nattapong è un asteroide della fascia principale. Scoperto nel 2000, presenta un'orbita caratterizzata da un semiasse maggiore pari a 2,2658786 UA e da un'eccentricità di 0,1630316, inclinata di 3,63704° rispetto all'eclittica.